# Reinhard Häfner
Reinhard Häfner (Sonneberg, 2 februari 1952 – 24 oktober 2016) was een voetballer uit Oost-Duitsland, die speelde als middenvelder. Hij kwam vrijwel zijn gehele loopbaan uit voor Dynamo Dresden. Met die club won hij viermaal de Oost-Duitse landstitel. Na zijn actieve carrière stapte hij het trainersvak in.

## Interlandcarrière
Häfner kwam in totaal 58 keer (vijf doelpunten) uit voor de nationale ploeg van Oost-Duitsland in de periode 1971–1984. Onder leiding van bondscoach Georg Buschner maakte hij zijn debuut op 11 november 1971 in de vriendschappelijke wedstrijd tegen Mexico (1-1) in Leipzig. Hij viel in dat duel na 55 minuten in voor aanvoerder Henning Frenzel. Häfner maakte deel uit van de Oost-Duitse selectie die de gouden medaille won bij de Olympische spelen in 1976, nadat hij in 1972 al de bronzen medaille had gewonnen.
Hij overleed na een zware ziekte in de nacht naar 24 oktober 2016 op 64-jarige leeftijd.

## Erelijst
Dynamo Dresden
- DDR-Oberliga

1973, 1976, 1977, 1978
- Oost-Duitse beker

1977, 1982, 1984, 1985